# Helotium aspegrenii
Helotium aspegrenii är en svampart som först beskrevs av Elias Fries, och fick sitt nu gällande namn av Elias Fries 1849. Helotium aspegrenii ingår i släktet Helotium och familjen Helotiaceae.   Inga underarter finns listade i Catalogue of Life.